# CHANNEL AOA
《CHANNEL AOA》는 2016년 4월 12일부터 2016년 5월 31일까지 방송된 온 스타일의 리얼 버라이어티 프로그램이다.

## 논란
2016년 5월 3일 걸그룹 AOA의 설현과 지민은 온스타일 《CHANNEL AOA》의 역사퀴즈 코너에서 위인들의 사진을 보고 이름을 맞히는 게임을 진행했다. 지민은 안중근 의사의 사진을 보며 “안창호 선생님”이라고 잘못 말했고, 제작진이 중국 하얼빈에서 처단한 일제 침략 원흉인 ‘이토 히로부미’를 힌트로 주자 “긴또깡?(김두한의 일본식 발음)”이라고 되묻기도 했다. 결국 함께 출연한 설현이 스마트폰으로 검색해 안중근 의사를 맞혔지만, 방송 후 일제강점기 나라의 독립을 위해 한 몸을 바친 인물로서 역사에서 손꼽히는 안중근 의사를 몰랐던 사실과 그를 가리켜 '긴또깡'이라 표현한 사실에 논란이 일자 두 사람은 SNS와 쇼케이스 행사에서 눈물을 흘리며 공개 사과하였다.

## 같이 보기
- AOA